# Katras
Katras là một thành phố và là một khu vực quy hoạch (notified area) của quận Dhanbad thuộc bang Jharkhand, Ấn Độ.

## Địa lý
Katras có vị trí 23°48′B 86°17′Đ / 23,8°B 86,28°Đ Nó có độ cao trung bình là 201 mét (659 feet).

## Nhân khẩu
Theo điều tra dân số năm 2001 của Ấn Độ, Katras có dân số 51.182 người. Phái nam chiếm 54% tổng số dân và phái nữ chiếm 46%. Katras có tỷ lệ 66% biết đọc biết viết, cao hơn tỷ lệ trung bình toàn quốc là 59,5%: tỷ lệ cho phái nam là 74%, và tỷ lệ cho phái nữ là 58%. Tại Katras, 13% dân số nhỏ hơn 6 tuổi.